# Chernogolovka
Chernogolovka (Черноголовка en ruso) es una localidad rusa del óblast de Moscú localizada a 43 km al noroeste de la capital. Según el censo, la población en el año 2002 fue de 20.284 habitantes.
Chernogolovka no dispone de sistema de transporte público, sin embargo disponen de autobuses de línea que conecta la localidad con Moscú, Noguinsk y Fryánovo.

## Historia
En el siglo XIV fue descubierto un asentamiento de población chernogolovl.[cita requerida] La ciudad se fundó en 1710.
En 1956, Chernogolovka comenzó a crecer como centro científico con la ayuda del ganador del premio Nobel Nikolái Semiónov. En 2001, alcanzó el estatus de ciudad y en 2008 el de ciudad de la ciencia.